# Кропивня (Березинський район)
Кропивня (біл. вёска Крапіўня) — село в складі Березинського району Мінської області, Білорусь. Село підпорядковане Селібській сільській раді, розташоване в східній частині області.